# 폐포대식세포

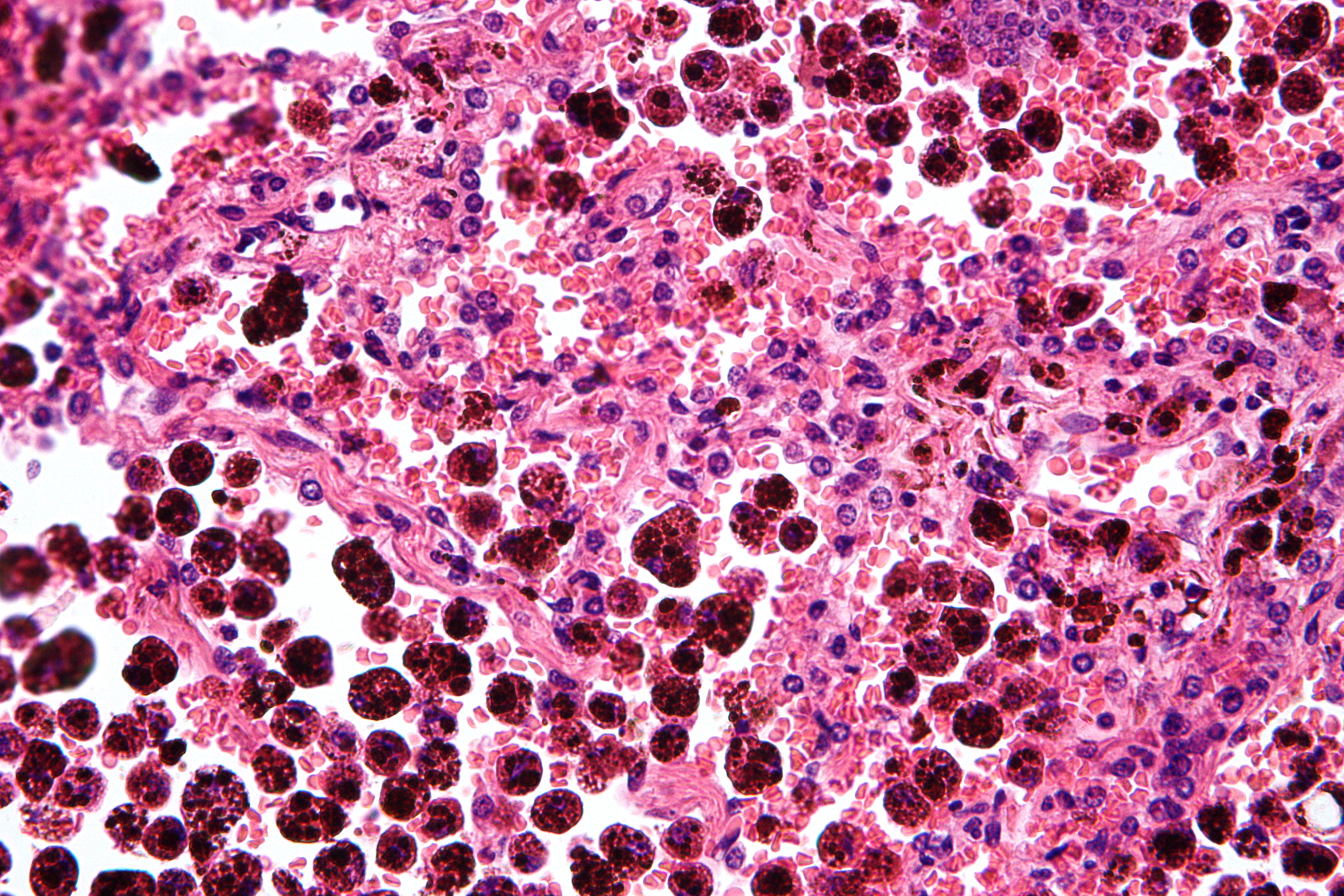
혈철소를 탐식한 폐포대식세포가 보이는 현미경 사진. 폐출혈에서 볼 수 있다. H&E 염색.

폐포대식세포(alveolar macrophage), 폐대식세포(pulmonary macrophage), 먼지세포 또는 진애세포(dust cell)는 전문 식세포이며 대식세포의 한 종류이다. 기도와 폐의 폐포에서 발견되지만 이들 구조의 벽과는 분리되어 있다.
폐포대식세포는 몸과 바깥 환경이 만나는 주요 경계에 있기 때문에 활성이 비교적 높은 편이다. 호흡기 표면에서 먼지나 미생물 같은 외부 입자를 제거하는 데에 중요한 역할을 한다.
폐포대식세포는 호흡기 표면에서 탐식한 탄소 입자와 같은 외부 물질을 포함하는 과립을 빈번하게 가지고 있다. 이런 검은 과립은 특히 흡연자나 오랜 기간 도시에 거주한 사람의 폐에서 흔하다.
폐포대식세포는 제1형, 제2형 폐포세포와 함께 폐포에 존재하는 세포 유형이다.

## 착색된 폐포대식세포

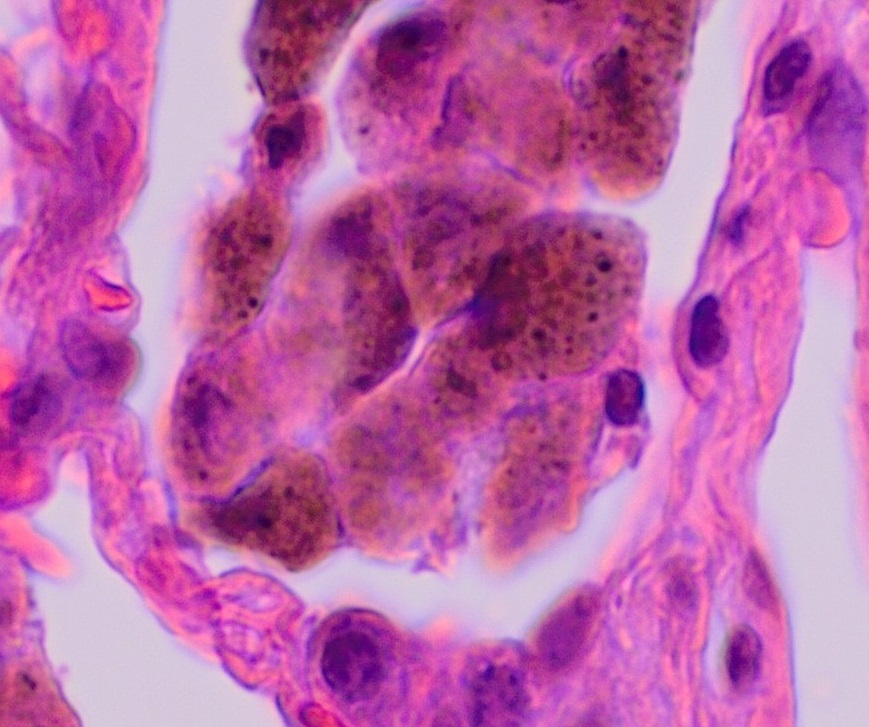
점 모양의 탄분이 포함된 '흡연자의 대식세포'의 조직병리학적 소견. 호흡세기관지염과 탄분증을 둘 다 보인다.

| 질병           | 대식세포 이름                             | 대식세포 색소의 모습 (H&E 염색) | 대식세포의 위치                     | 관련 병력                                         | 이미지 | 이미지 설명 |
| -------------- | ----------------------------------------- | ------------------------------- | ----------------------------------- | ------------------------------------------------- | ------ | --- |
| 탄분증         |                                           | 검은색, 갈색의 과립             | 혈관 주위(perivascular)의 간질 조직 | - 나이가 많고 도시에 거주. - 석탄 관련 일에 종사. |        | 검은 화살표는 간질의 탄분(석탄 가루)을 보여준다. 하얀 화살표로 표시된 근처의 대식세포에 탄분이 침착된 것으로 추정된다.                 |
| 호흡세기관지염 | 흡연자의 대식세포("Smoker's macrophages") |                                 |                                     | - 흡연                                            |        | 가운데에 흡연자의 대식세포가 보인다.                                                                                                   |
| 만성 폐울혈    | 철식세포                                  | 갈색이나 금색이며 굴절을 보임.  | 폐포                                | - 심부전 - 폐출혈                                 |        | 검은 화살표로 철식세포와 부종이 있는 간질 조직이 표시되어 있다. 하얀 화살표는 혈철소가 쌓인 것과 심부전 소견인 콜라겐성 비후가 보인다. |

## 기능

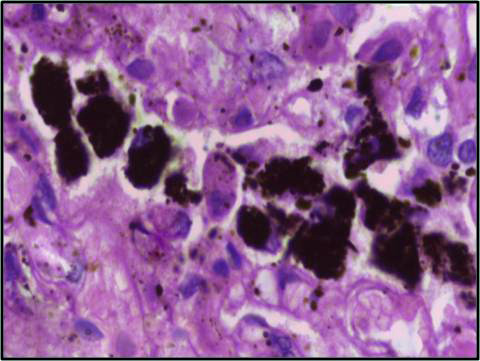
안에 탄분이 있는 폐의 대식세포, H&E 염색.

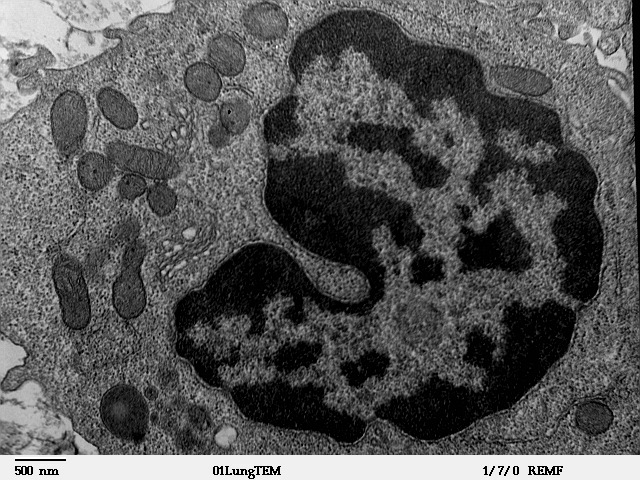
폐 조직에 위치한 폐포대식세포의 현미경 사진. 세포핵과 골지체, 미토콘드리아 같은 다른 세포 소기관이 보인다.

폐포대식세포는 항상성, 숙주 방어, 조직 리모델링에 중요한 역할을 하는 식세포이다. 적응성이 높으며 많은 종류의 분비물을 방출해 여러 세포표면수용체를 통해 다른 세포나 분자와 상호작용한다. 폐포대식세포는 괴사나 세포자멸사된 세포를 포식하는 과정에도 관여한다. 정상 세포와 구조를 안전하게 유지하기 위해서 폐포대식세포가 포식하는 물질은 선택적이어야 한다. 감염과 맞서 싸우기 위해 식세포는 여러 패턴인지수용체(PRR)을 발현해 병원성 미생물 표면에 존재하는 여러 병원체연관분자패턴(PAMP)를 인식하는 데에 도움을 받는다. PAMP는 병원체 그룹마다 고유하지만 기본적인 구조에는 변이가 없다는 공통된 특징을 가지며 다른 생명체에서 감염병을 일으킬 수 있는 능력인 병원성에 필수적이다. 미생물의 패턴 인식에 관련된 단백질에는 만노스 수용체, 보체수용체, DC-SIGN, 톨유사수용체(TLR), 청소제 수용체, CD14, 대식세포-1 항원(Mac-1) 등이 있다. PRR은 세 가지 클래스로 나눌 수 있다.
1. 세포 활성화를 위해 유전자 전사 기전을 활성화하는 신호 전달 PRR (signaling PRR)
2. 병원체 결합과 식작용 기능을 하는 식작용 PRR (endocytic PRR)
3. 대개 옵소닌이나 보체 활성화 인자로 작용하는 분비 PRR(secreted PRR)

침투한 미생물을 인식하고 제거하는 과정은 옵소닌 의존적인 경로와 옵소닌 비의존적인 경로 양쪽 모두를 통해 일어난다. 옵소닌 의존적 식작용을 촉진하는 분자적 기전은 옵소닌-수용체 쌍에 따라 달라진다. 예를 들어 면역글로불린 G에 의해 옵소닌화된 병원체의 식작용은 Fc 감마 수용체(FcγR)를 통해 일어나며, 식세포가 미생물 주변으로 모이게 해 전염증성 물질을 생산하도록 만든다. 반대로 보체수용체 매개 병원체 탐식은 막의 확장이 뚜렷이 보이지 않은 채로 입자가 세포 안쪽으로 들어오기만 하며 염증성 매개 물질의 반응이 일반적으로 나타나지 않는다.
내부로 들어온 뒤 병원체는 파고솜 안에 갇히고, 파고솜은 일차 또는 이차 리소좀과 융합되어 파고리소좀을 형성한다. 세포 내에서 병원체를 살해하는 다양한 기전이 있다. 산화 과정과 산화와 독립적으로 일어나는 과정이 존재한다. 산화 과정은 산소 활용을 자극하는 막 효소 시스템을 활성화하며 이 과정을 호흡폭발이라고 한다. 산소는 병원체에 대한 강한 독성을 가지는 활성 산소종 중간체(ROIs)로 환원된다. 호흡폭발을 일으키는 데에 관여하는 효소는 NADPH 산화효소로, 다섯 개의 소단위로 이루어져 있다. 첫 번째 요소는 두 개의 단백질 소단위 gp91phox와 p22phox로 이루어진 막 사이토크롬이며 다른 세 개의 요소는 세포질 유래 단백질인 p40phox, p47phox, p67phox이다. NADPH 산화효소는 휴식기의 폐포대식세포에서는 세포질에 존재한다. 폐포대식세포가 활성화되면 타이로신과 세린 잔기가 인산화된 상태의 두 세포질 요소인 p47phox과 p67phox는 NADPHox가 세포골격 요소를 통해 세포막에 위치한 사이토크롬 요소 gp91phox/p22phox로 전좌되도록 할 수 있다,
다른 식세포와 비교했을 때 폐포대식세포에서 호흡폭발의 강도는 더 강하다. 산소 비의존적인 살균 기전은 산 생산, 리소좀의 분비, 철 결합 단백질, 독성 양이온 폴리펩타이드 합성에 기반을 두고 있다. 대식세포는 과립과 리소좀에 항균성 분자를 저장하고 있다. 이 세포 소기관들은 파고리소좀으로 방출되는 무수히 많은 분해효소와 항균 펩타이드를 가지고 있다. 분해효소에는 단백질분해효소, 핵산분해효소, 인산가수분해효소, 에스터레이스, 라이페이스, 고염기성 펩타이드 등이 있다. 또한 대식세포는 포식한 병원체가 필요로 하는 영양소를 고갈시키는 여러 가지의 영양 결핍 기전을 가지고 있다. 특정 미생물은 식세포에 의해 파괴되는 걸 회피하는 방법들을 진화시켜 왔다. 리소좀 매개 분해 과정이 감염을 중화하고 균락화를 방지하기 위한 효율적인 수단이지만, 일부 병원체는 대식세포에 기생하여 이 안에서 성장, 유지, 복제된다. 톡소포자충(Toxoplasma gondii)이나 미코박테륨(Mycobacterium)은 파고솜이 리소좀과 융합하여 파고리소좀을 형성하는 것을 막아, 리소좀 가수분해효소에 의해 분해되지 않는다. 다른 병원체 중에는 파고솜 소포를 탈출하여 방해받지 않고 성장할 수 있는 세포질로 이동한다. 이런 경우 대식세포는 독성이 강한 여러 분자를 생산하고 영양소를 고갈시키는 기전을 활성화하여 포식한 미생물을 적극적으로 파괴한다.  몇몇 미생물은 호흡폭발 도중 만들어진 산소 대사물의 독성을 없애는 효소를 가지고 있다.
위협이 되는 원인을 물리치기에 부족하다면 폐포대식세포는 전염증성 사이토카인과 케모카인을 분비해 적응면역계 식세포의 고도로 발달된 네트워크를 불러온다.
폐는 특히 민감하며 손상되기 쉬워 제1형, 제2형 폐포세포에 이차적인 손상이 가해지지 않도록 폐포대식세포는 평상시에는 염증성 사이토카인 생산이나 식세포 활성이 적은 휴식기를 유지한다. 이때 식세포 수용체인 Mac-1이 하향조절되는 것이 이 사실의 근거가 된다. 폐포대식세포는 적극적으로 적응면역과 체액성 면역의 유도를 억제한다. 폐포대식세포는 간질 수지상세포, B세포, T세포를 통해 적응면역을 억제시킨다. 이 세포들은 파괴하는 대상이 덜 선택적이므로 종종 정상 세포에 불필요한 손상을 유발할 수 있다. 하기도에 조절되지 않는 염증을 방지하기 위해 폐포대식세포는 일산화질소, 프로스타글란딘, IL-4, IL-10, TGF-β를 분비한다.

## 신호 분자의 역할

### 일산화질소
일산화질소(NO)는 설치류에서 주된 면역조절 분자이며 폐포대식세포의 효소인 일산화질소 합성효소 2형(NOS2)에 의해 합성된다. NO는 인터루킨 2 수용체(IL2R) 생산에 관여하는 인산화효소가 타이로신 인산화되는 것을 억제한다. IL2R의 발현은 T세포 증식에 중요한 역할을 한다. 그러나 사람에서는 NOS2 활성을 확인하기 어려웠다.
사람의 유도 일산화질소 합성효소(iNOS)의 프로모터가 지질다당류(LPS)와 인터페론 감마에 의한 일산화질소 활성화에 반응하지 않는 데에는 두 가지 설명이 있다. 첫 번째로 사람에서 마우스 NOS2 유전자의 LPS/IFNγ-유도 발현을 조절하는 인핸서 요소에 대응하는 부분에 다양한 비활성화 뉴클레오타이드 변이가 존재하기 때문이라는 설명이 있다. 두 번째 설명은 NOS2 유전자(LPS-유도 핵 인자-카파 B/Rel 복합체)의 최적의 발현에 필요한 핵 인자가 인간 대식세포에 존재하지 않는다는 것이다. NOS2 확인이 어려운 것은 사람 폐포대식세포는 설치류의 폐포대식세포보다 더 엄격하게 NOS2 발현을 조절하기 때문이라고 추정된다. NOS2는 자가조절 피드백 고리의 부분으로, 알레르겐 같은 물질이 염증성 사이토카인 생산을 자극하면 NO 생산을 촉진한다. NO는 사이토카인 생산을 하향조절한다. 쥐에서 NO는 GM-CSF 매개로 수지상세포가 성숙하는 것을 억제하며, 사람에서 NO는 사람 수지상세포가 TNF-α에 의해 매개되어 성숙하는 것을 억제한다. 억제는 cGMP 의존적 기전에 의해 일어난다. NO는 사람 수지상세포가 염증 부위에서 항원을 안으로 들이는 능력을 연장시켜 항원 특이적인 면역 반응의 시작 단계를 조절한다.
NO 생산은 천식의 병리와 관련이 있는 것으로 나타났다. 천식 환자는 기도 상피세포에서 iNOS 발현이 증가하고 숨을 내쉴 때 공기에 NO 농도가 올라가 있는 것으로 나타났다.

### 프로스타글란딘 엔도퍼옥시데이스 2 (PGE2)
다른 많은 면역조절 인자들이 분리되었으며 가장 중요한 것은 프로스타글란딘과 사이토카인이다. PGE2는 대식세포에서 유래한 면역조절 인자 중 가장 먼저 설명되었다. 말초 혈액 림프구의 IL-10 전사와 단백질 생산을 증폭시키고 대식세포와 T세포를 비활성화시키는 데에 PGE2가 기능한다. PGE2는 세포막 요소인 아라키돈산에서 유래한 면역조절성 에이코사노이드로, 아라키돈산 연쇄반응에서 만들어진다. 이 연쇄반응은 고리형 산소화효소와 PGE2 합성효소들에 의한 아라키돈산의 연속적인 산화와 이성질화를 통해 일어난다. PGE2에 의한 표적 세포의 조절은 네 개의 세포막 연관 G 단백질 연결 E-프로스타노이드(EP) 수용체(EP1, EP2, EP3, EP4)를 사이로 신호가 전달되어 일어난다. PGE2는 Fcγ 매개 식작용을 손상시켜 살균과 폐포대식세포의 ROI 생산을 억제한다. 식작용을 손상시키는 기전은 EP2, EP4 수용체 신호 전달을 통해 세포 내 cAMP 생산을 자극하는 방식이다. EP2와 EP4 수용체 신호는 주로 자극성 G 단백질(Gs)를 통해 아데닐릴 사이클레이스(AC) 활성을 상승시켜 cAMP 형성을 늘린다. cAMP는 단백질인산화효소 A(PKA)와 cAMP에 의해 직접 활성화되는 교환 단백질(Epac-1, Epac-2)이라는 두 종류의 하류 작동 분자를 통해 다양한 세포 기능에 영향을 미치는 이차 전달자이다. Epac-1과 PKA는 모두 폐포대식세포가 세균을 죽이는 데에 관여하는 중요한 인자이다. PKA의 효과는 특히 전사인자인 cAMP 반응 요소 결합 단백질(cAMP response element binding protein, CREB)과 같은 많은 세포 단백질의 세린과 트레오닌 잔기를 인산화하는 능력을 통해 나타난다. cAMP/PKA/CREB 축은 TNF-α 방출 억제를 매개한다.  포식된 세균을 폐포대식세포가 죽이는 것은 여러 구별되는 살균 기전에 의존적이다. 살균 기전에는 환원 NADPH 산화효소에 의해 매개되는 ROI 방출이 있다. NADPH 산화효소에 의한 ROI 형성은 FcR 매개 식작용 이후의 중요한 살균 기전이다. PGE2는 Gs와 연결된 EP2와 EP4 수용체를 라이게이션을 통해 활성화시켜, cAMP 생산을 자극하여 하류의 cAMP 작동기인 PKA와 Epac-1을 뒤이어 활성화시킨다. 두 작동기 분자 모두 NADPH 산화효소 요소인 p47phox의 인산화와 파고솜 막에서의 전좌를 손상시켜 호흡폭발을 억제한다.

### 인터루킨 4와 인터루킨 10
IL-4는 제2형 보조 T세포(Th2 세포)의 발달에 중요한 역할을 하는 다면성의 사이토카인이다. IL-4는 미성숙 CD4+ T세포가 성숙 Th2 세포로 분화하는 데에 IgE와 IgG4로 면역글로불린 종류 변환이 되는 것만큼 중요하다. 면역글로불린(Ig)은 포유류에서만 발견되는 항체의 클래스로 알레르기 반응과 다양한 종류의 병원체에 대한 방어에 중요한 역할을 한다. Ig는 보체 활성화, 식작용을 위한 옵소닌화, 독소 중화 등의 기능을 한다.
IL-4와 IL-10은 모두 사람 폐포대식세포에서 만들어져 콜라겐이나 다른 세포외 단백질을 분해하는 엔도펩티데이스인 금속단백질가수분해효소의 생산을 감소시키는 것으로 나타났다. IL-4는 대식세포에 대해 자극성과 억제성 양쪽 모두의 이중적인 효과를 가진다. IL-4의 자극성 효과는 외인성 항원제시 경로에서 보조 T세포와 상호작용하는 MHC 클래스 II와, 선천면역의 일부인 세포표면수용체 Mac-1을 강화하는 방식으로 나타난다. 또한 IL-4는 PGE2 생산에 중요한 역할을 하는 프로스타글란딘 H 합성효소 2{PGHS-2) 발현을 감소시켜 PGE2의 생산을 억제하는 것으로 나타났다. 그러나 IL-4는 전염증성 반응에 중요한 사이토카인인 TNF-α, IL-1, IL-6의 생산을 억제한다.
IL-10은 전염증성 사이토카인인 TNF-α와 INF-γ의 분비를 막아 T세포, NK세포, 폐포대식세포의 증식을 억제한다. IL-10은 TGF-β와 유사한 면역조절 기전을 공유한다. IL-10과 TGF-β는 모두 사람의 폐포대식세포에서 세포자멸사를 감소시키는 사이토카인으로, 결과적으로 폐포대식세포에 의해 매개되는 T세포 증식 억제를 간접적으로 강화한다. 세균의 생산물에 의해 활성화되면 세포자멸사 속도가 크게 상승한다. 세포자멸사는 특히 사이토카인에 의해 조절된다. IFN-γ는 세포자멸사를 중가시키지만 IL-10과 TGF-β는 반대로 감소시킨다. 그러나 IL-10은 면역계에서 역효과를 일으키기도 하며 외부 병원체에 의한 감염을 실제로는 촉진시키는 것으로 나타났다. 세균과 기생충 감염에서 IL-10의 역할은 숙주 면역계를 회피하는 전략으로서 발견되었다. 폐포대식세포 막을 뚫고 들어가 그 안에서 폐포대식세포를 숙주 세포 삼아 기생하며 성장, 증식하는 세균들이 있다. 보통 이런 감염은 T세포가 폐포대식세포에 존재하는 세균을 파괴하는 효소를 이용해 제거할 수 있지만, 이런 세균들은 오히려 사이토카인 신호전달 네트워크를 자신들에게 유리하게 바꿀 수 있는 것으로 나타났다. 억제성 사이토카인으로서 IL-10은 IFN-γ가 레지오넬라 뉴모필라(Legionella pneumophila)의 세포 내 복제를 방어하는 효과를 완전히 역전시켜 사람의 폐포대식세포와 단핵구가 감염되기 쉽게 만든다. 예르시니아 엔테로콜리티카(Yersinia enterocolitica) 역시 톨유사수용체 2(TLR-2)와 CD14(TLR-4 매개 LPS 신호전달 경로의 보조 표면 단백질)를 통해 IL-10을 유도하는 독성 항원 LcrV를 방출하는 것으로 나타났다. 이런 경로를 통해 결국 IFN-γ와 TNF-α가 억제된다.

### 전환성장인자 베타 (TGF-β)
정상 상태에서 폐포대식세포는 폐포 상피세포와 가까이 부착되어 있어 αvβ6 인테그린의 발현을 유도한다. 인테그린은 알파와 베타 소단위의 이합체로 구성된, TGF-β를 활성화하는 세포표면수용체이다. TGF-β는 세포 성장, 세포자멸사, 세포외기질 합성, 염증, 면역 반응 등 다양한 생물학적 과정을 조절하는 다기능성 사이토카인이다. TGF-β는 전염증성 사이토카인 생산을 억제하여 T세포 기능을 막는 방식으로 항염증 활성을 엄격히 조절한다. 인테그린 avβ6와 avβ8는 잠복 상태의 TGF-β를 세포 표면으로 격리시킨다. 세포 표면에서 TGF-β의 활성화는 바깥 환경의 스트레스에 대해 항상성을 유지하기 위한 세포 반응과 연결될 수 있다. 또한 인테그린은 활성화된 TGF-β를 대식세포 부근에만 국소화시킨다.  보통 성숙한 TGF-β는 잠복 상태의 복합체로 분비된다. 이 복합체는 자기 자신의 활성을 억제하는 N-말단 절편인 잠복기 연관 펩타이드(latency-associated peptide, LAP)와 함께 분비된다. 잠복 상태의 복합체는 TGF-β 결합 단백질과 공유 결합하여 세포외기질과 연결되어 있다.  TGF-β는 폐의 다양한 기전에 의해 활성화되어 궁극적으로는 LAP의 단백질분해나 구조 변화를 통한 대체를 일으킨다. αvβ6 인테그린은 인테그린의 리간드 결합 부위로 작용하는 TGF-β1 LAP에 결합하여 TGF-β의 활성화를 매개할 수 있다. TGF-β1 LAP는 TGF-β 활성화의 필수적인 구성 요소이다. TGFβ가 활성화되면 기능적으로 대식세포를 억제한다. 따라서 사이토카인 생산과 식작용이 억제된다. 활성화된 TGF-β가 폐포대식세포에 발현된 TGF-β 수용체에 결합하면 R-SMAD 동족체 2와 3의 인산화 같은 하류 신호전달 경로의 연쇄작용을 유도한다. 인산화된 SMAD-2와 SMAD-3는 co-SMAD-4와 이종복합체를 형성한다. 형성된 복합체는 임포틴 α/β의 도움으로 핵공을 통해 세포핵으로 전위된다. 핵으로 들어온 이후 복합체는 축적되어 결국 TGF-β 표적 유전자에 대한 전사인자로 작용한다. 따라서 TGF-β 신호전달은 세포 표면의 수용체에서 핵까지의 직접적인 경로를 포함한다.

### 활성화
톨유사수용체(TLR)는 신호 전달 패턴인지수용체(PRR)로, 다양한 세균 단백질을 인식하는 것이 가능하다. 세균은 숙주 방어 기전을 회피하는 다양한 수단을 진화시켜 왔지만, 세균은 리포글리칸이나 지질단백질과 같이 선천면역의 톨유사수용체에 의해 인식되는 PAMP를 가진다. PAMP가 TLR에 결합하면 TLR은 염증 반응과 숙주 세포의 방어 반응을 촉발하며 폐포대식세포의 액틴 중합체화를 유도한다. 액틴은 세포내이입과 운동성에 중요한 요소이다. 폐포대식세포에서 액틴 중합체화는 인테그린 발현을 억제하여 TGF-β의 비활성화와 SMAD 2/3의 인산화 수준을 하향조절한다. 이로 인해 폐포대식세포는 활성화되고 폐포 상피세포에서 떨어져 나온다.. 활성화 후 대식세포는 식작용을 일으킬 준비를 하고 전염증성 사이토카인인 TNF-α와 IL-6을 분비하기 시작한다.
대식세포가 준비되면 IFN-γ와 TNF-α에 의해 호흡폭발 활성이 강화된다. IFN-γ는 대식세포에서 NADPH 산화효소의 NADPH에 대한 친화도를 증가시키며 gp91phox 단백질의 유전자 전사와 발현 증가를 유도한다. TNF-α는 p47phox와 p67phox의 발현을 증가시키는 자가분비 자극으로 작용한다. 호흡폭발 반응 동안 생산된 ROI는 대식세포의 TNF-α 생산을 강화한다.

### 비활성화
기체 교환은 이차적인 손상을 막기 위해서 가능한 한 빨리 회복되어야 하므로 활성화된 림프구는 IFN-γ를 분비하여 대식세포에서 기질 금속단백질가수분해효소 MMP9 생산을 자극한다. 폐포대식세포는 식작용의 억제에 관여하는 경로인 PGE2 의존적 PKA 신호전달 경로를 통해 MMP9을 생산한다고 보고되었다. MMP9은 잠복 상태의 TGF-β를 활성화시켜 폐포 상피세포에서 αvβ6 인테그린의 발현을 다시 유도한다. 폐포대식세포는 다시 유도된 인테그린에 의해 휴식기로 돌아온다. TGF-β의 활성화는 간질의 섬유아세포에서 TGF-β 생산이 콜라겐 합성을 자극하는 점에서도 회복에 유리하다. 콜라겐 합성은 폐포 벽 구조를 회복하는 데에 필수적이다.

## 같이 보기
- 배엽에서 유래된 사람 세포 유형 목록